# 浅井博
浅井 博（あさい ひろし、1907年9月13日 - 2008年4月3日）は、日本の実業家。ヒガシマル醬油社長。

## 来歴
兵庫県揖保郡龍野町(のち龍野市、現・たつの市)生まれ。名古屋の旧制第八高等学校を経て、1931年、東京帝国大学経済学部を卒業する。卒業後は浅井醤油に入る。1942年、浅井醤油は合併で龍野醤油となり、取締役に就任する。その後、専務、副社長を経て、1963年、社長に就任する。翌年、龍野醤油をヒガシマル醬油に改称する。会長、名誉会長を経て、1998年、相談役となる。また、龍野市議会議員、同議長、龍野商工会議所会頭、龍野観光協会会長、日本醤油協会会長などを務めた。2008年4月3日死去。

## 栄典
- 1982年 - 勲四等旭日小綬章
- 1984年 - 紺綬褒章
- 1993年 - 勲三等瑞宝章